# Unione Sportiva Pergolettese 1932 2021-2022
Questa voce raccoglie le informazioni riguardanti l'Unione Sportiva Pergolettese 1932 nelle competizioni ufficiali della stagione 2021-2022.

## Divise e sponsor
Il fornitore tecnico per la stagione 2021-22 è Sport Team. Lo sponsor di maglia è Bowling Pegaso.

## Rosa
| N. |                    | Ruolo | Calciatore            |
| -- | ------------------ | ----- | --------------------- |
| 1  | Italia (bandiera)  | P     | Cesare Galeotti       |
| 2  | Italia (bandiera)  | D     | Matteo Piccardo       |
| 3  | Italia (bandiera)  | D     | Alessandro Lambrughi  |
| 4  | Italia (bandiera)  | C     | Mariano Arini         |
| 5  | Italia (bandiera)  | D     | Michele Ferrara       |
| 6  | Italia (bandiera)  | D     | Alberto Alari         |
| 7  | Italia (bandiera)  | C     | Davide Bariti         |
| 8  | Italia (bandiera)  | C     | Marco Palermo         |
| 8  | Italia (bandiera)  | C     | Andrea Mazzarani      |
| 9  | Italia (bandiera)  | A     | Elia Bortoluz         |
| 10 | Ecuador (bandiera) | C     | Kevin Varas           |
| 11 | Italia (bandiera)  | A     | Filippo Scardina      |
| 12 | Italia (bandiera)  | P     | Emanuele Labruzzo     |
| 13 | Italia (bandiera)  | D     | Matteo Lucenti        |
| 14 | Italia (bandiera)  | D     | Luca Villa (capitano) |
| 15 | Algeria (bandiera) | D     | Zakaria Meddah        |
| 16 | Italia (bandiera)  | A     | Samuele Bresciani     |

| N. |                      | Ruolo | Calciatore          |
| -- | -------------------- | ----- | ------------------- |
| 17 | Italia (bandiera)    | A     | Rosario Cancello    |
| 18 | Spagna (bandiera)    | D     | Bernat Guiu         |
| 19 | Giappone (bandiera)  | A     | Hide Vitalucci      |
| 20 | Italia (bandiera)    | A     | Lorenzo Faini       |
| 20 | Malta (bandiera)     | A     | Alexander Satariano |
| 21 | Italia (bandiera)    | A     | Mattia Morello      |
| 22 | Italia (bandiera)    | P     | Matteo Soncin       |
| 23 | Italia (bandiera)    | C     | Stefano Girelli     |
| 24 | Italia (bandiera)    | C     | Fausto Perseu       |
| 25 | Italia (bandiera)    | C     | Mattia Zennaro      |
| 26 | Italia (bandiera)    | D     | Nicolò Verzeni      |
| 27 | Italia (bandiera)    | A     | Riccardo Moreo      |
| 28 | Argentina (bandiera) | A     | Nicolás Mercado     |
| 29 | Italia (bandiera)    | D     | Valerio Nava        |
| 30 | Italia (bandiera)    | A     | Matias Fonseca      |
| 32 | Italia (bandiera)    | D     | Franco Lepore       |

## Calciomercato

### Sessione estiva(dal 01/07 al 31/08)
| Acquisti | Acquisti             | Acquisti         | Acquisti   |
| R.       | Nome                 | da               | Modalità   |
| -------- | -------------------- | ---------------- | ---------- |
| P        | Cesare Galeotti      | SPAL             | prestito   |
| D        | Alberto Alari        | Atalanta         | prestito   |
| D        | Alessandro Lambrughi | Triestina        | svincolato |
| D        | Valerio Nava         | Vis Pesaro       | svincolato |
| D        | Nicolò Verzeni       | Brescia          | definitivo |
| C        | Mariano Arini        | Arezzo           | svincolato |
| C        | Samuele Bresciani    | Cremonese        | svincolato |
| C        | Stefano Girelli      | Cremonese        | prestito   |
| C        | Fabio Perseu         | Cremonese        | definitivo |
| C        | Mattia Zennaro       | Genoa            | prestito   |
| A        | Rosario Cancello     | Inter            | definitivo |
| A        | Matias Fonseca       | Inter            | prestito   |
| A        | Bernat Guiu          | Pobla de Mafumet | svincolato |
| A        | Nicolás Mercado      | Pescara          | prestito   |
| A        | Riccardo Moreo       | Cosenza          | definitivo |
| A        | Hide Vitalucci       | Frosinone        | prestito   |

| Cessioni | Cessioni           | Cessioni     | Cessioni      |
| R.       | Nome               | a            | Modalità      |
| -------- | ------------------ | ------------ | ------------- |
| P        | Simone Ghidotti    | Fiorentina   | fine prestito |
| D        | Aboubakar Bakayoko | Pontedera    | svincolato    |
| D        | Riccardo Bignami   | Fanfulla     | definitivo    |
| D        | Antonio Candela    | Genoa        | fine prestito |
| D        | Luca Ceccarelli    |              | svincolato    |
| D        | Riccardo Lamberti  | Mantova      | fine prestito |
| D        | Matteo Lunetti     |              | svincolato    |
| D        | Michel Panatti     |              | svincolato    |
| D        | Mirco Tosi         | Inter        | fine prestito |
| C        | Lorenzo Andreoli   | Brescia      | fine prestito |
| C        | Edoardo Duca       | Modena       | fine prestito |
| C        | Simone Ferrari     | Brescia      | fine prestito |
| C        | Matteo Figoli      | Spezia       | fine prestito |
| A        | Hicham Kanis       | Panserraïkos | svincolato    |
| A        | Salvatore Longo    | Fiorentina   | fine prestito |
| A        | Niccolò Scarpelli  |              | svincolato    |

### Operazioni tra le due sessioni
| Acquisti | Acquisti      | Acquisti | Acquisti   |
| R.       | Nome          | da       | Modalità   |
| -------- | ------------- | -------- | ---------- |
| D        | Franco Lepore |          | svincolato |

| Cessioni | Cessioni | Cessioni | Cessioni |
| R.       | Nome     | a        | Modalità |
| -------- | -------- | -------- | -------- |

### Sessione invernale(dal 04/01 al 01/02)
| Acquisti | Acquisti            | Acquisti  | Acquisti   |
| R.       | Nome                | da        | Modalità   |
| -------- | ------------------- | --------- | ---------- |
| C        | Andrea Mazzarani    | Carrarese | definitivo |
| A        | Alexander Satariano | Frosinone | definitivo |

| Cessioni | Cessioni      | Cessioni | Cessioni   |
| R.       | Nome          | a        | Modalità   |
| -------- | ------------- | -------- | ---------- |
| A        | Lorenzo Faini |          | svincolato |

## Risultati

### Serie C

#### Girone di andata
| Arbitro: | Djurdjevic (Trieste) |

|             |           |                              |
| Zennaro 58’ | Marcatori | 37’ Miretti 73’ A. Brighenti |

| Arbitro: | Fiero (Pistoia) |

|                            |           |          |
| Della Latta 78’ Biasci 85’ | Marcatori | 61’ Guiu |

| Arbitro: | Milone (Taurianova) |

|                                      |           |              |
| Della Giovanna 79’ (aut.) Bariti 80’ | Marcatori | 26’ Pecorini |

| Arbitro: | Sfira (Pordenone) |

|             |           |  |
| Beccaro 82’ | Marcatori |  |

| Arbitro: | Zucchetti (Foligno) |

|                                |           |                                  |
| Varas 63’ (rig.) Vitalucci 69’ | Marcatori | 28’ (rig.) Pittarello 55’ Zugaro |

| Arbitro: | Ricci (Firenze) |

|                                                         |           |  |
| Gemignani 14’ Cernigoi 41’, 70’ Signorile 51’ Cocco 62’ | Marcatori |  |

| Arbitro: | Mirabella (Napoli) |

|                                        |           |                         |
| Varas 68’ (rig.) Scardina 90+1’ (rig.) | Marcatori | 8’ Corbari 38’ Dubickas |

| Arbitro: | Villa (Rimini) |

|                               |           |               |
| Burić 3’, 56’ Lazarević 90+3’ | Marcatori | 45+2’ Morello |

| Arbitro: | D'Eusanio (Faenza) |

|                  |           |  |
| Varas 55’ (rig.) | Marcatori |  |

| Arbitro: | Gigliotti (Cosenza) |

|                             |           |             |
| Oneto 37’, 84’ Godano 90+2’ | Marcatori | 28’ Zennaro |

| Arbitro: | Zanotti (Rimini) |

|              |           |  |
| Scardina 17’ | Marcatori |  |

| Arbitro: | Milone (Taurianova) |

|              |           |                              |
| Pasquato 49’ | Marcatori | 3’ Scardina 85’ (rig.) Varas |

| Arbitro: | Mucera (Palermo) |

|  |           |            |
|  | Marcatori | 6’ Giorico |

| Arbitro: | Gauzolino (Torino) |

|             |           |             |
| Caferri 90’ | Marcatori | 31’ Zennaro |

| Arbitro: | Crezzini (Siena) |

|                                               |           |  |
| Varas 51’ (rig.) Vitalucci 71’, 78’ Villa 86’ | Marcatori |  |

| Arbitro: | Arena (Torre del Greco) |

|                                                               |           |  |
| Legati 16’ Balestrero 27’, 35’ Miracoli 44’ Guerra 90’, 90+3’ | Marcatori |  |

| Arbitro: | Iacobellis (Pisa) |

|             |           |                       |
| Zennaro 61’ | Marcatori | 90+4’ (aut.) Galeotti |

| Arbitro: | Di Cicco (Lanciano) |

|             |           |  |
| Fonseca 78’ | Marcatori |  |

| Arbitro: | Perri (Roma) |

|                           |           |            |
| Parker 51’ (rig.) Piu 62’ | Marcatori | 5’ Morello |

#### Girone di ritorno
| Arbitro: | Leone (Barletta) |

|                  |           |                  |
| A. Brighenti 53’ | Marcatori | 62’ (rig.) Varas |

| Arbitro: | Bitonti (Bologna) |

|  |           |           |
|  | Marcatori | 87’ Ajeti |

| Arbitro: | Tremolada (Monza) |

|                            |           |           |
| Caverzasi 30’ Marchesi 36’ | Marcatori | 8’ Bariti |

| Arbitro: | Delrio (Reggio Emilia) |

|  |           |                      |
|  | Marcatori | 56’ De Col 72’ Curto |

| Arbitro: | Mastrodomenico (Matera) |

|  |           |                          |
|  | Marcatori | 51’ Morello 57’ Scardina |

| Arbitro: | Diop (Treviglio) |

|                                          |           |                                                 |
| Varas 5’ (rig.) Bariti 43’ Lucenti 90+2’ | Marcatori | 22’ Gemignani 89’ Dell'Agnello 90+3’ Invernizzi |

| Arbitro: | Burlando (Genova) |

|                                        |           |  |
| Gonzi 57’ Cesarini 60’ (rig.) Bobb 77’ | Marcatori |  |

| Arbitro: | Cavaliere (Paola) |

|              |           |               |
| R. Moreo 70’ | Marcatori | 60’ Antonelli |

| Arbitro: | Baratta (Rossano) |

|             |           |          |
| Doumbia 13’ | Marcatori | 35’ Nava |

| Arbitro: | Bonacina (Bergamo) |

|  |           |             |
|  | Marcatori | 78’ Sartore |

| Arbitro: | Luciani (Roma) |

|                                  |           |  |
| Battistini 10’ Buso 56’ Nepi 75’ | Marcatori |  |

| Crema 13 marzo 2022, ore 14:30 CET 31ª giornata | Pergolettese              | 0 – 0 referto | Trento | Stadio Giuseppe Voltini (396 spett.)\| Arbitro: \| Ferrieri Caputi (Livorno) \| |
| Arbitro:                                        | Ferrieri Caputi (Livorno) |               |        |                                                                                 |

| Arbitro: | Pirrotta (Barcellona Pozzo di Gotto) |

|              |           |                                 |
| G. Gomez 83’ | Marcatori | 55’ (rig.) Rapisarda 79’ Bariti |

| Arbitro: | Turrini (Firenze) |

|                      |           |  |
| Lucenti 6’ Varas 82’ | Marcatori |  |

| Arbitro: | Arace (Lugo) |

|           |           |              |
| Panico 2’ | Marcatori | 20’ Scardina |

| Arbitro: | Taricone (Perugia) |

|                  |           |                     |
| Varas 61’ (rig.) | Marcatori | 53’ (rig.) Miracoli |

| Arbitro: | Luongo (Napoli) |

|  |           |                        |
|  | Marcatori | 29’ Morello 80’ Lepore |

| Arbitro: | Marotta (Sapri) |

|              |           |                            |
| Possenti 30’ | Marcatori | 40’ Mazzarani 49’ R. Moreo |

| Arbitro: | Lovison (Padova) |

|                  |           |  |
| Varas 56’ (rig.) | Marcatori |  |

#### Play-off
| Vercelli 1º maggio 2022, ore 16:30 CEST Primo turno | Pro Vercelli       | 0 – 0 referto | Pergolettese | Stadio Silvio Piola (880 spett.)\| Arbitro: \| Virgilio (Trapani) \| |
| Arbitro:                                            | Virgilio (Trapani) |               |              |                                                                      |

### Coppa Italia Serie C
| Arbitro: | Calzavara (Varese) |

|                                             |                      |                                |
| Belardinelli Bunino Macchioni Silenzi Iotti | Tiri di rigore 3 – 2 | Varas Villa Arini Guiu Morello |

## Statistiche

### Statistiche di squadra
| Competizione         | Punti   | In casa | In casa | In casa | In casa | In casa | In casa | In trasferta | In trasferta | In trasferta | In trasferta | In trasferta | In trasferta | Totale | Totale | Totale | Totale | Totale | Totale | DR  |
| Competizione         | Punti   | G       | V       | N       | P       | Gf      | Gs      | G            | V            | N            | P            | Gf           | Gs           | G      | V      | N      | P      | Gf     | Gs     | DR  |
| -------------------- | ------- | ------- | ------- | ------- | ------- | ------- | ------- | ------------ | ------------ | ------------ | ------------ | ------------ | ------------ | ------ | ------ | ------ | ------ | ------ | ------ | --- |
| Serie C              | 46 (-1) | 19      | 7       | 7       | 5       | 23      | 18      | 19           | 5            | 4            | 10           | 19           | 37           | 38     | 12     | 11     | 15     | 42     | 55     | -13 |
| Coppa Italia Serie C | -       | 0       | 0       | 0       | 0       | 0       | 0       | 1            | 0            | 1            | 0            | 0            | 0            | 1      | 0      | 1      | 0      | 0      | 0      | 0   |
| Totale               | 46 (-1) | 19      | 7       | 7       | 5       | 23      | 18      | 20           | 5            | 5            | 10           | 19           | 37           | 39     | 12     | 12     | 15     | 42     | 55     | -13 |

### Andamento in campionato
| Giornata  | 1  | 2  | 3  | 4  | 5  | 6  | 7  | 8  | 9  | 10 | 11 | 12 | 13 | 14 | 15 | 16 | 17 | 18 | 19 | 20 | 21 | 22 | 23 | 24 | 25 | 26 | 27 | 28 | 29 | 30 | 31 | 32 | 33 | 34 | 35 | 36 | 37 | 38 |
| --------- | -- | -- | -- | -- | -- | -- | -- | -- | -- | -- | -- | -- | -- | -- | -- | -- | -- | -- | -- | -- | -- | -- | -- | -- | -- | -- | -- | -- | -- | -- | -- | -- | -- | -- | -- | -- | -- | -- |
| Luogo     | C  | T  | C  | T  | C  | T  | C  | T  | C  | T  | C  | T  | C  | T  | C  | T  | C  | C  | T  | T  | C  | T  | C  | T  | C  | T  | C  | T  | C  | T  | C  | T  | C  | T  | C  | T  | T  | C  |
| Risultato | P  | P  | V  | P  | N  | P  | N  | P  | V  | P  | V  | V  | P  | N  | V  | P  | N  | V  | P  | N  | P  | P  | P  | V  | N  | P  | N  | N  | P  | P  | N  | V  | V  | N  | N  | V  | V  | V  |
| Posizione | 16 | 18 | 13 | 15 | 14 | 17 | 17 | 19 | 17 | 19 | 16 | 10 | 16 | 18 | 15 | 15 | 15 | 13 | 16 | 16 | 15 | 16 | 17 | 13 | 13 | 16 | 14 | 14 | 17 | 17 | 17 | 16 | 16 | 15 | 15 | 14 | 13 | 10 |

Legenda:

Luogo: C = Casa; T = Trasferta. Risultato: V = Vittoria; N = Pareggio; P = Sconfitta.